# بئاتریس کارباخال
بئاتریس کارباخال (اسپانیایی: Beatriz Carvajal‎؛ زادهٔ ۲۴ دسامبر ۱۹۴۹) یک بازیگر اهل اسپانیا است.
از فیلم‌هایی که وی در آن‌ها نقش داشته است، می‌توان به دل دیوانه، دردسر قریب‌الوقوع، جادوگران و نینت اشاره نمود.